# بوئینگ ۷۳۷ مکس
بوئینگ ۷۳۷ مکس (به انگلیسی: Boeing 737 MAX) یک سری هواپیمای مسافربری باریک‌پیکر دوموتوره است که توسط شرکت بوئینگ ایالات متحده توسعه‌یافته و ساخته می‌شود. بوئینگ ۷۳۷ مکس، چهارمین نسل از هواپیماهای بوئینگ سری ۷۳۷ است که برجسته‌ترین تغییر این هواپیما نسبت به نسل پیشین، به‌کارگیری از موتورهای جدید لیپ-ب۱ و همچنین کاهش ۱٪ در سوخت بهتر با در نظر گرفتن طرح تازه بال‌های آن موسوم به winglet است که ره‌آورد آن افزایش میزان مسافت قابل پیمودن توسط مکس ۷۳۷ است. بیشتر قطعات این هواپیما ارتقا یافته‌اند که بازدهٔ آن را نسبت به ۷۳۷ کنونی، ۱۴٪ درصد بهتر می‌کنند. این هواپیما، رقیب مستقیم ایرباس ای۳۲۱نئو به‌شمار می‌رود.
بوئینگ ۷۳۷ مکس برای نخستین بار در دسامبر ۲۰۱۵ رونمایی شد. در اواخر ژانویه ۲۰۱۶ بوئینگ ۷۳۷ مکس نخستین پرواز خود را با موفقیت انجام داد. این پرواز از تأسیسات بوئینگ در سیاتل انجام شد. این هواپیما مجهز به دو موتور توربوفن ساخت شرکت سی‌اف‌ام است و توانا به پرواز در مسیرهای هفت تا ۹ هزار کیلومتر است. بوئینگ ۷۳۷ مکس از ۱۴۹ صندلی تا ۲۲۰ صندلی را پوشش می‌دهد. نمونه‌ای از سری بوئینگ مکس هشت با ظرفیت جابجایی ۲۰۰ مسافر بنام مکس ۲۰۰ و به درخواست رایان‌ایر برای این شرکت تولید خواهد شد. قیمت کوچک‌ترین مدل که مکس هفت است از ۹۰ میلیون دلار آغاز می‌شود و این در حالی است که پایهٔ قیمت مدل مکس ۹ از ۱۱۶ میلیون دلار است.
بوئینگ ۷۳۷ مکس با توجه به تجهیزات پیشرفته‌ای مانند استفاده از موتورهای پیشرفته جدید تا ۲۰ درصد نسبت به مدل‌های پیشین کاهش مصرف سوخت داشته است. بوئینگ همچنین بدنه و بال‌های مکس را از نو طراحی کرده و در نتیجهٔ آن موجب کاهش وزن کلی و بهبود آیرودینامیک هواپیما شده است. بوئینگ می‌گوید، بالک‌های جدید مکس می‌تواند تا دو درصد در مصرف سوخت صرفه جوئی ایجاد کند. برد بیشترین مدل مکس متعلق به سری مکس ۹ است که تا نزدیک ۹ هزار کیلومتر برد پروازی دارد. این برد نزدیک به دو هزار کیلومتر بیشتر از بالاترین برد پروازی ایرباس ۳۲۰ نئو است. سرعت کروز مکس ۷۳۷ کمی بیشتر از ۷۹ صدم ماخ است در حالی که سرعت کروز ایرباس ۳۲۰ نئو نزدیک به ۷۸ صدم ماخ است. نکته جالب اینکه موتور مدل ۷۳۷ مکس و و برخی مدل‌های ایرباس ۳۲۰ نئو مدل لیپ ساخت شرکت سی‌اف‌ام است ولی بوئینگ با آیرو دینامیک بهتر توانسته به عملکرد بهتر پروازی و مصرف سوخت کمتری دست پیدا کند. شرکت سی‌اف‌ام یک شرکت مشترک است که حاصل سرمایه‌گذاری دو شرکت بزرگ جنرال الکتریک آمریکا و سفران فرانسه است. نخستین ورود به خدمت این هواپیما در سه‌ماهه سوم سال ۲۰۱۷ با تحویل به شرکت هواپیمایی ساوت‌وست بود.

## بوئینگ ۷۳۷ مکس ۱۰

هواپیمای ۷۳۷ مکس ۱۰

شرکت هواپیماسازی بوئینگ آمریکا در ژوئن ۲۰۱۷ در نمایشگاه هوایی پاریس از آخرین مدل جت مسافربری خود از خانواده ۷۳۷ با نام مکس ده (Boeing 737 MAX 10) پرده‌برداری کرد. مدل MAX 10 بزرگ‌ترین و از به‌روزترین هواپیماهای سری ۷۳۷ بوئینگ است که با ایرباس A320 رقابت خواهد کرد. این مدل در گروه هواپیماهای تک‌راهرو قرار گرفته و ظرفیت جابجایی مسافر آن ۲۳۰ نفر اعلام شده است. شرکت تولیدکننده آن مدعی است که هزینه به‌کاربردن این هواپیما ۵ درصد پایین‌تر از هواپیمای ایرباس A321 نئو است. مراسم رونمایی از هواپیمای 737 MAX10 شرکت بوئینگ در آذر ۱۳۹۸ و در واحد این شرکت در واشینگتن بود. در این مراسم که هزاران نفر از کارمندان بوئینگ حضور داشتند بزرگ‌ترین نسخه از سری هواپیماهای 737MAX پیش از کنترل سامانه‌ها و بررسی موتور رونمایی شد. گزارش شده است که شرکت بویینگ برای کنترل هزینه‌های تولید MAX10 نسخه بزرگتر از مدل پیشین را تولید کرده است و بسیاری از ویژگی‌های آن مانند بال‌ها موتور CFM Leap1B نیز یکسان هستند البته ابزار فرود هواپیمای MAX10 (مانند چرخ‌ها و غیره) تازه هستند. این هواپیما ظرفیت جابجایی ۱۸۸ تا ۲۰۴ مسافر را دارد. اما با توجه به طول ۴۳٫۸ متری آن، می‌تواند تا ۲۳۰ مسافر را جابجا کند. هواپیمایMAX10 در حقیقت نسخه بزرگتر 737MAX9 است که طراحی آن با ایرباس ای۳۲۱نئو (A321neo) رقابت می‌کند. 737MAX10 بین هر سوختگیری می‌تواند مسافت ۶۱۱۰ کیلومتر را طی کند و در سال ۲۰۲۰ میلادی برای نخستین بار پرواز می‌کند.

## سوانح
در ۲۹ اکتبر ۲۰۱۸ (۷ آبان ۱۳۹۷) یک فروند هواپیمای ۷۳۷ مکس ۸ با کد رجیستر PK-LQP متعلق به شرکت لاین‌ایر در دریای جاوه، اندونزی سقوط کرد. همه ۱۸۹ سرنشین این هواپیما که از جاکارتا عازم پانگ‌کال پینانگ، اندونزی بودند در این حادثه جان باختند. این حادثه ۱۳ دقیقه پس از پرواز از فرودگاه بین‌المللی سوئکارنو-هتا رخ داد. هواپیمای حادثه دیده تنها ۲ ماه بود که در خطوط هوایی لاین ایر جاکارتا پرواز می‌کرد.
در ۱۰ مارس ۲۰۱۹ (۱۹ اسفند ۱۳۹۷) دومین هواپیمای ۷۳۷ مکس ۸ متعلق به خطوط هوایی اتیوپی با کد رجیستر ET-AVJ ۸ دقیقه پس از پرواز از آدیس‌آبابا، پایتخت اتیوپی در اطراف شهرک بیشوفتو (۶۰ کیلومتری جنوب‌شرق آدیس‌آبابا) دچار سانحه شد و همه ۱۵۷ سرنشین آن (از ۳۳ ملیت مختلف) جان باختند. این هواپیما عازم نایروبی، پایتخت کنیا بود. این هواپیما نو بوده و چندماه پیش و در نوامبر ۲۰۱۸ به هواپیمایی اتیوپی تحویل داده شده بود. دلیل حادثه‌های این مدل از هواپیماها به دلیل سامانه‌ای به نام «اِم کس» بوده است. ام کس دستگاهی است که اگر دماغه هواپیما بیش از اندازه به بالا رفته باشد آن را به سمت پائین آورده و از خطر جلوگیری می‌کند. ولی این سامانه در هواپیما مشکل داشته و وقتی دماغه هواپیما درست بوده، خودبه‌خود دماغه را به سمت پائین می‌آورده تا جایی که دماغه، کامل به پائین می‌رود و هواپیما سقوط می‌کند.

## زمین‌گیری
پس دو حادثهٔ اندونزی و اتیوپی، شماری از شرکت‌ها و کشورهای استفاده‌کننده از این هواپیما پرواز آن را ممنوع کردند. این شرکت‌ها تا روز ۱۲ مارس ۲۰۱۹ شامل همه شرکت‌های چین و اندونزی، ارولینیاس آرژانتیناس، آئرومکزیکو، کایمن ایرویز، هواپیمایی اتیوپی، گول ایر ترنسپورت، میات مونگولین ایرلاینز، هواپیمایی پادشاهی مراکش، و کام‌ایر (آفریقای جنوبی) بوده‌اند.
همچنین ترامپ، رئیس‌جمهور ایالات متحده آمریکا پس از حادثهٔ هواپیمای اتیوپی و در پی اعتراضات گسترده و تحت فشار کنگره آمریکا، دستور تعلیق کلیه پروازهای این مدل از بوئینگ تا زمان روشن‌شدن دلیل حوادث را در آمریکا صادر کرد.
در پی این حوادث، سازمان هواپیمایی کشوری ایران نیز عبور همه هواپیماهای این مدل را از آسمان ایران ممنوع اعلام کرد.

## به‌کارگیری دوباره
در ۴ دسامبر ۲۰۲۰ نزدیک به ۱۹ ماه پس از زمین‌گیر شدن بوئینگ ۷۳۷ مکس، این هواپیما نخستین پرواز عمومی رسمی خود را در آمریکا انجام داد. ماه گذشته اداره هوانوردی فدرال آمریکا پس از انجام آزمایش‌های بسیار، مجوز بازگشت به پرواز هواپیمای ۷۳۷ مکس را صادر کرد. امریکن‌ایرلاینز که یکی از بزرگ‌ترین مشتریان هواپیمای مکس بوئینگ است برای نمایش اعتماد خود به این هواپیما در حالی که خبرنگاران را سوار آن کرده بود یک پرواز ۴۵ دقیقه‌ای از دالاس به اکلاهاما انجام داد.

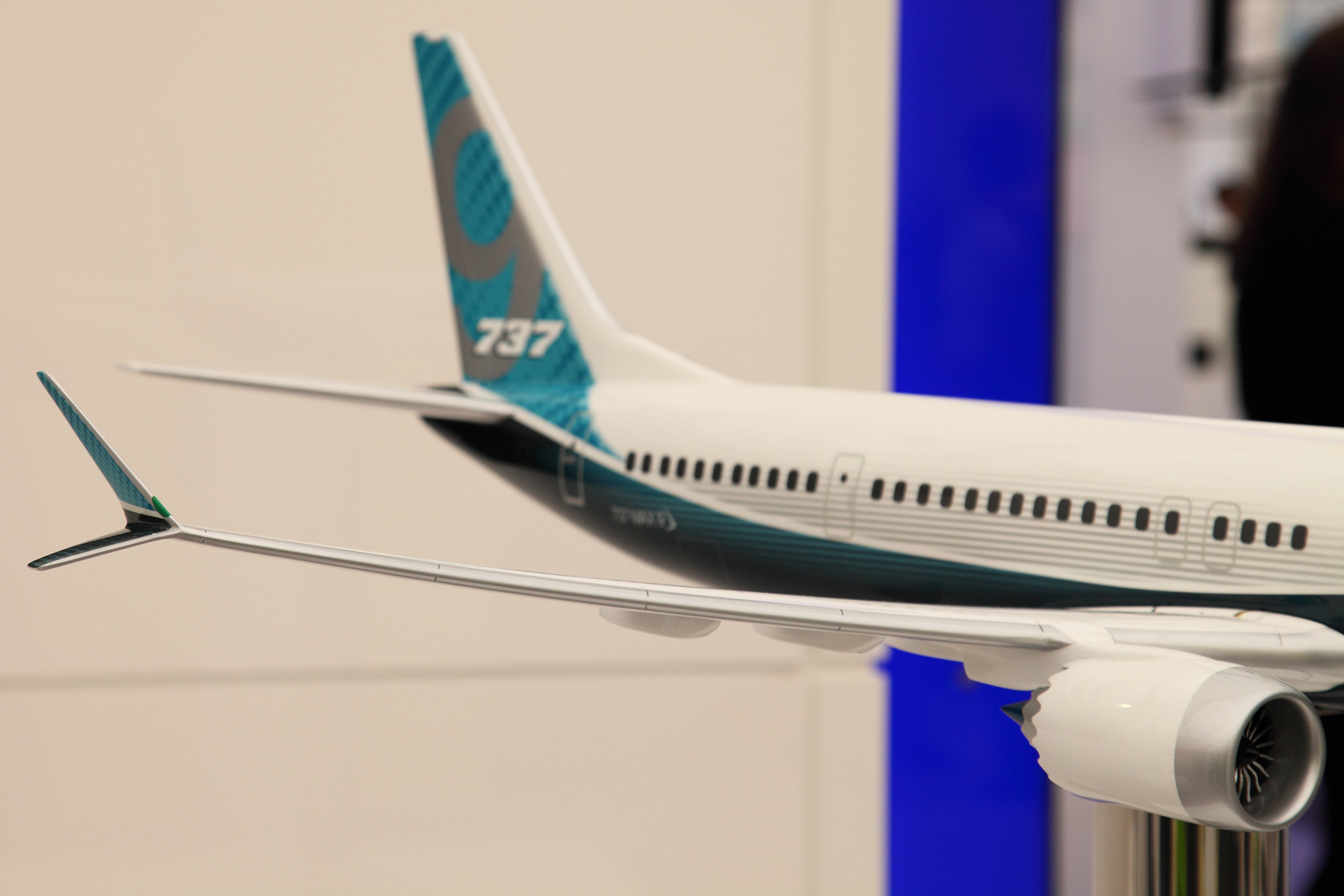
نوک بال‌های بوئینگ ۷۳۷ مکس موسوم به winglet

## ویژگی‌ها
|                          | ۷۳۷ مکس ۷                                                                                        | ۷۳۷ مکس ۸ (مکس ۲۰۰)                                                                              | ۷۳۷ مکس ۹                                                                                        | ۷۳۷ مکس ۱۰                                                                                       |
| ------------------------ | ------------------------------------------------------------------------------------------------ | ------------------------------------------------------------------------------------------------ | ------------------------------------------------------------------------------------------------ | ------------------------------------------------------------------------------------------------ |
| صندلی                    | ۱۵۳ (۸J + 145Y) تا ۱۷۲                                                                           | ۱۷۸ (۱۲J + 166Y) تا ۲۰۰                                                                          | ۱۹۳ (۱۶J + 177Y) تا ۲۲۰                                                                          | ۲۰۴ (۱۶J + 188Y) تا ۲۳۰                                                                          |
| نوع صندلی                | ۷۱ تا ۷۴ سانتی‌متر در بیش‌ترین تراکم، ۷۴ تا ۷۶ سانتی‌متر در کلاس اکونومی، ۹۱ سانتی‌متر در کلاس بیزنس | ۷۱ تا ۷۴ سانتی‌متر در بیش‌ترین تراکم، ۷۴ تا ۷۶ سانتی‌متر در کلاس اکونومی، ۹۱ سانتی‌متر در کلاس بیزنس | ۷۱ تا ۷۴ سانتی‌متر در بیش‌ترین تراکم، ۷۴ تا ۷۶ سانتی‌متر در کلاس اکونومی، ۹۱ سانتی‌متر در کلاس بیزنس | ۷۱ تا ۷۴ سانتی‌متر در بیش‌ترین تراکم، ۷۴ تا ۷۶ سانتی‌متر در کلاس اکونومی، ۹۱ سانتی‌متر در کلاس بیزنس |
| ظرفیت بارگیری            | ۳۲٫۳ متر مکعب                                                                                    | ۴۳٫۶ متر مکعب                                                                                    | ۵۱٫۳ متر مکعب                                                                                    | ۵۵٫۵ متر مکعب                                                                                    |
| طول                      | ۳۵٫۵۶ متر                                                                                        | ۳۹٫۴۷ متر                                                                                        | ۴۲٫۱۱ متر                                                                                        | ۴۳٫۸ متر                                                                                         |
| بال                      | طول ۳۵٫۹۲ متر با مساحت ۱۲۷ متر مربع                                                              | طول ۳۵٫۹۲ متر با مساحت ۱۲۷ متر مربع                                                              | طول ۳۵٫۹۲ متر با مساحت ۱۲۷ متر مربع                                                              | طول ۳۵٫۹۲ متر با مساحت ۱۲۷ متر مربع                                                              |
| ارتفاع کلی               | ۱۲٫۳ متر                                                                                         | ۱۲٫۳ متر                                                                                         | ۱۲٫۳ متر                                                                                         | ۱۲٫۳ متر                                                                                         |
| بیشینه وزن برخاست (MTOW) | ۸۰۲۸۶ کیلوگرم                                                                                    | ۸۲۱۹۱ کیلوگرم                                                                                    | ۸۸۳۱۴ کیلوگرم                                                                                    | ۸۹۷۶۵ کیلوگرم                                                                                    |
| بیشنه بارگیری مفید       |                                                                                                  | ۲۰۸۸۲ کیلوگرم                                                                                    |                                                                                                  |                                                                                                  |
| OEW                      |                                                                                                  | ۴۵۰۷۰ کیلوگرم                                                                                    |                                                                                                  |                                                                                                  |
| ظرفیت سوخت               | ۲۰۷۳۰ کیلوگرم                                                                                    | ۲۰۷۳۰ کیلوگرم                                                                                    | ۲۰۷۳۰ کیلوگرم                                                                                    | ۲۰۷۳۰ کیلوگرم                                                                                    |
| موتور (×۲)               | سی اف ام اینترنشنال لیپ                                                                          | سی اف ام اینترنشنال لیپ                                                                          | سی اف ام اینترنشنال لیپ                                                                          | سی اف ام اینترنشنال لیپ                                                                          |
| سرعت اوج‌گیری             | ۸۳۹ کیلومتر بر ساعت                                                                              | ۸۳۹ کیلومتر بر ساعت                                                                              | ۸۳۹ کیلومتر بر ساعت                                                                              | ۸۳۹ کیلومتر بر ساعت                                                                              |
| برد پروازی               | ۷۱۳۰ کیلومتر                                                                                     | ۶۵۷۰ کیلومتر                                                                                     | ۶۵۷۰ کیلومتر                                                                                     | ۶۱۱۰ کیلومتر                                                                                     |
| سقف                      | ۱۲۰۰۰ متر (۴۱۰۰۰ پا)                                                                             | ۱۲۰۰۰ متر (۴۱۰۰۰ پا)                                                                             | ۱۲۰۰۰ متر (۴۱۰۰۰ پا)                                                                             | ۱۲۰۰۰ متر (۴۱۰۰۰ پا)                                                                             |
| برخاستن (ISA, SL, MTOW)  |                                                                                                  | ۲۵۰۰ متر (۸۳۰۰ پا)                                                                               | ۲۶۰۰ متر (۸۵۰۰ پا)                                                                               |                                                                                                  |
| فرود (SL, MLW)           |                                                                                                  | ۱۵۰۰ متر (۵۰۰۰ پا)                                                                               | ۱۷۰۰ متر (۵۵۰۰ پا)                                                                               |                                                                                                  |
| نوع ایکائو               | B37M                                                                                             | B38M                                                                                             | B39M                                                                                             | B3JM                                                                                             |

بوئینگ ۷۳۷ مکس دارای دو موتور است.
- طول:
- ظرفیت مسافر: ۱۴۹ تا ۲۲۰ صندلی
- بیشینه سرعت: (۸۴۹ کیلومتر بر ساعت)
- برد پروازی: بین ۶ تا ۷ هزار کیلومتر (بسته به مدل)

## مدل‌ها
- بوئینگ ۷۳۷ مکس هفت (MAX 7)
- بوئینگ ۷۳۷ مکس هشت (MAX 8)
- بوئینگ ۷۳۷ مکس ۲۰۰ (MAX 200)
- بوئینگ ۷۳۷ مکس نه (MAX 9)
- بوئینگ ۷۳۷ مکس ده (MAX 10)